# 史密斯維爾 (新澤西州大西洋縣)
史密斯維爾（英語：Smithville）是位於美國新澤西州大西洋縣的普查規定居民點。

## 人口
根據2020年美國人口普查的數據，史密斯維爾的面積為13.09平方千米，當中陸地面積為12.95平方千米，而水域面積為0.14平方千米。當地共有人口7242人，而人口密度為每平方千米553.25人。